# Ariel Motor Company
Ariel Motor Company Ltd es una pequeña empresa de fabricación de vehículos automotores ubicada en Crewkerne, en Somerset, Inglaterra.
Fundada por Simon Saunders en 1991 como Solocrest Ltd, el nombre fue cambiado en 1999 a Ariel Motor Company Ltd. Es una de las compañías automotrices más pequeñas del Reino Unido, con apenas 19 empleados, produciendo hasta 100 coches por año.
La compañía fabrica el Ariel Atom, un coche extremadamente ligero, de alto rendimiento, propulsado por un motor y una caja de cambios del Honda Civic Type-R. El Atom es el primer coche exo-esquelético de carretera del mundo; no tiene carrocería ni techo, y está construido enteramente alrededor de un chasis tubular, haciendo que pese menos de 500 kg (1.102 libras). Esto significa que el modelo más reciente, el modelo Ariel Atom 3.5R sobrealimentado tiene una relación potencia-peso de alrededor de 700 cv (520 kW) por tonelada.
En junio de 2014, la compañía anunció la nueva motocicleta Ariel Ace. Accionada por un motor y una transmisión de una Honda 1237 cc V4, la motocicleta empezó a producirse a partir de 2015 en niveles de volumen similares a los productos existentes de sus autos.
En enero de 2015, Ariel introdujo el Nomad, un buggy, el cual sigue los mismos principios que el Atom, presentado en el Autosport International Show.  El Nomad utiliza un motor de Honda de 2,4 L que produce 235 bhp.
En el 2017 anunció su nuevo concepto, el Ariel Hipercar, el cual será propulsado por cuatro motores eléctricos, uno destinado a cada rueda, y será alimentado eléctricamente por una batería ion-litio.